# Stazione meteorologica di Catania Fontanarossa
La stazione meteorologica di Catania Fontanarossa è la stazione meteorologica di riferimento per il Servizio meteorologico dell'Aeronautica Militare e per l'Organizzazione Mondiale della Meteorologia, relativa alla città di Catania. 

## Caratteristiche
La stazione meteorologica, gestita dall'ENAV, si trova nell'Italia insulare, in Sicilia, presso l'aeroporto di Fontanarossa, a 17 metri s.l.m. e alle coordinate geografiche 37°27′52.79″N 15°03′30.65″E.

## Medie climatiche ufficiali

### Dati climatologici 1961-1990
In base alla media trentennale di riferimento (1961-1990) per l'Organizzazione Mondiale della Meteorologia, la temperatura media del mese più freddo, gennaio, si attesta a +10,6 °C; quella del mese più caldo, agosto, è di +25,6 °C. Da segnalare, la temperatura massima media annua, superiore ai +23 °C, che costituisce uno dei valori più elevati di questo parametro nell'intero territorio nazionale italiano. Nel medesimo trentennio, la temperatura minima assoluta ha toccato i -4,0 °C nel febbraio 1962 e nel gennaio 1966 (media delle minime assolute annue di -1,3 °C), mentre la massima assoluta ha raggiunto i +46,0 °C nel luglio 1962 (media delle massime assolute annue di +40,1 °C).
La nuvolosità media annua si attesta a 3,3 okta giornalieri, con minimo di 1,2 okta giornalieri a luglio e massimo di 4,4 okta giornalieri a gennaio.
Le precipitazioni medie annue sfiorano appena 550 mm, distribuite mediamente in 56 giorni, con marcato minimo estivo, picco principale autunnale e massimo secondario in inverno.
L'umidità relativa media annua fa registrare il valore di 69,9% con minimo di 64% a luglio e massimo di 76% a dicembre.
La pressione atmosferica media annua normalizzata al livello del mare è di 1015,3 hPa, con massimi di 1017 hPa ad ottobre e a novembre e minimi di 1014 hPa ad aprile, a maggio, a luglio e ad agosto.
Il vento presenta una velocità media annua di 4,2 m/s, con minimo di 4 m/s ad agosto, a settembre, ad ottobre e a novembre e massimo di 4,5 m/s a febbraio; le direzioni prevalenti sono di ponente tra ottobre e marzo e di levante tra aprile e settembre.
| Catania Fontanarossa (1961-1990) | Mesi        | Mesi        | Mesi        | Mesi        | Mesi        | Mesi        | Mesi        | Mesi        | Mesi        | Mesi        | Mesi        | Mesi        | Stagioni | Stagioni | Stagioni | Stagioni | Anno    |
| Catania Fontanarossa (1961-1990) | Gen         | Feb         | Mar         | Apr         | Mag         | Giu         | Lug         | Ago         | Set         | Ott         | Nov         | Dic         | Inv      | Pri      | Est      | Aut      | Anno    |
| -------------------------------- | ----------- | ----------- | ----------- | ----------- | ----------- | ----------- | ----------- | ----------- | ----------- | ----------- | ----------- | ----------- | -------- | -------- | -------- | -------- | ------- |
| T. max. media (°C)               | 15,8        | 16,4        | 17,8        | 20,3        | 24,2        | 28,3        | 31,7        | 32,0        | 29,1        | 24,7        | 20,3        | 16,8        | 16,3     | 20,8     | 30,7     | 24,7     | 23,1    |
| T. min. media (°C)               | 5,3         | 5,4         | 6,5         | 8,3         | 11,6        | 15,6        | 18,5        | 19,2        | 17,1        | 13,7        | 9,7         | 6,7         | 5,8      | 8,8      | 17,8     | 13,5     | 11,5    |
| T. max. assoluta (°C)            | 24,2 (1987) | 24,8 (1977) | 27,4 (1961) | 34,8 (1985) | 36,4 (1988) | 45,0 (1982) | 46,0 (1962) | 42,5 (1970) | 41,4 (1988) | 34,0 (1973) | 28,4 (1977) | 24,0 (1989) | 24,8     | 36,4     | 46,0     | 41,4     | 46,0    |
| T. min. assoluta (°C)            | −4,0 (1966) | −4,0 (1962) | −3,0 (1987) | −1,0 (1990) | 2,2 (1970)  | 8,4 (1971)  | 11,2 (1962) | 12,8 (1972) | 9,0 (1971)  | 4,8 (1970)  | 1,0 (1963)  | −1,8 (1966) | −4,0     | −3,0     | 8,4      | 1,0      | −4,0    |
| Nuvolosità (okta al giorno)      | 4,4         | 4,3         | 4,2         | 3,8         | 3,2         | 2,1         | 1,2         | 1,5         | 2,6         | 3,7         | 3,9         | 4,2         | 4,3      | 3,7      | 1,6      | 3,4      | 3,3     |
| Precipitazioni (mm)              | 74,8        | 52,6        | 46,0        | 35,4        | 19,2        | 6,0         | 5,0         | 8,9         | 45,0        | 106,1       | 62,3        | 85,9        | 213,3    | 100,6    | 19,9     | 213,4    | 547,2   |
| Giorni di pioggia                | 8           | 7           | 6           | 5           | 3           | 1           | 1           | 2           | 3           | 7           | 5           | 8           | 23       | 14       | 4        | 15       | 56      |
| Umidità relativa media (%)       | 73          | 71          | 70          | 70          | 68          | 65          | 64          | 67          | 68          | 72          | 75          | 76          | 73,3     | 69,3     | 65,3     | 71,7     | 69,9    |
| Pressione a 0 metri s.l.m. (hPa) | 1 016       | 1 015       | 1 015       | 1 014       | 1 014       | 1 015       | 1 014       | 1 014       | 1 016       | 1 017       | 1 017       | 1 016       | 1 015,7  | 1 014,3  | 1 014,3  | 1 016,7  | 1 015,3 |
| Vento (direzione-m/s)            | W 4,3       | W 4,5       | W 4,4       | E 4,4       | E 4,2       | E 4,3       | E 4,1       | E 4,0       | E 4,0       | W 4,0       | W 4,0       | W 4,1       | 4,3      | 4,3      | 4,1      | 4,0      | 4,2     |

## Valori estremi

### Temperature estreme mensili dal 1943 ad oggi
Nella tabella sottostante sono riportati i valori delle temperature estreme mensili registrate presso la stazione meteorologica dal 1943 ad oggi. Nel periodo esaminato la temperatura minima assoluta ha toccato i -4,0 °C nel febbraio 1962 e nel gennaio 1966, mentre la massima assoluta ha raggiunto i +46,0 °C nel luglio 1962.
| Catania Fontanarossa (1943-2025) | Mesi        | Mesi        | Mesi        | Mesi        | Mesi        | Mesi        | Mesi        | Mesi        | Mesi        | Mesi        | Mesi        | Mesi        | Stagioni | Stagioni | Stagioni | Stagioni | Anno |
| Catania Fontanarossa (1943-2025) | Gen         | Feb         | Mar         | Apr         | Mag         | Giu         | Lug         | Ago         | Set         | Ott         | Nov         | Dic         | Inv      | Pri      | Est      | Aut      | Anno |
| -------------------------------- | ----------- | ----------- | ----------- | ----------- | ----------- | ----------- | ----------- | ----------- | ----------- | ----------- | ----------- | ----------- | -------- | -------- | -------- | -------- | ---- |
| T. max. assoluta (°C)            | 24,2 (1987) | 26,6 (1960) | 34,4 (2001) | 34,8 (1985) | 38,5 (1994) | 45,0 (1982) | 46,0 (1962) | 44,0 (2021) | 41,4 (1988) | 38,6 (1999) | 30,3 (1960) | 27,8 (2010) | 27,8     | 38,5     | 46,0     | 41,4     | 46,0 |
| T. min. assoluta (°C)            | −4,0 (1966) | −4,0 (1962) | −3,5 (1957) | −2,2 (1956) | 2,2 (1970)  | 8,4 (1971)  | 11,2 (1962) | 12,8 (1972) | 9,0 (1971)  | 4,8 (1970)  | −2,6 (1955) | −2,3 (2001) | −4,0     | −3,5     | 8,4      | −2,6     | −4,0 |